# Madeleine Ndongo Mbazoa
Madeleine Ndongo Mbazoa (* 23. Januar 1973) ist eine ehemalige kamerunische Sprinterin, die sich auf den 400-Meter-Lauf spezialisiert hat.

## Sportliche Laufbahn
Erste internationale Erfahrungen sammelte Madeleine Ndongo Mbazoa vermutlich im Jahr 1996, als sie bei den Afrikameisterschaften in Yaoundé mit der kamerunischen 4-mal-400-Meter-Staffel in 3:40,5 min gemeinsam mit Myriam Léonie Mani, Mireille Nguimgo und Claudine Komgang die Silbermedaille hinter dem Team aus Nigeria. Im Jahr darauf nahm sie an der Sommer-Universiade in Catania teil und schied dort mit 58,32 s in der ersten Runde im 400-Meter-Lauf aus. 2004 beendete sie ihre aktive sportliche Karriere im Alter von 31 Jahren. 
2002 wurde Ndongo Mbazoa kamerunische Meisterin im 400-Meter-Lauf. 

## Persönliche Bestzeiten
- 400 Meter: 55,8 s, 6. Juli 2002 in Yaoundé